# Михайловка (Волосско-Балаклейский сельский совет)
Михайловка (укр. Михайлівка) — село,
Волосско-Балаклейский сельский совет,
Шевченковский район,
Харьковская область.
Код КОАТУУ — 6325784003.
Село ликвидировано в 1997 году .

## История
- 1997 — село ликвидировано [1].